# Amselfall

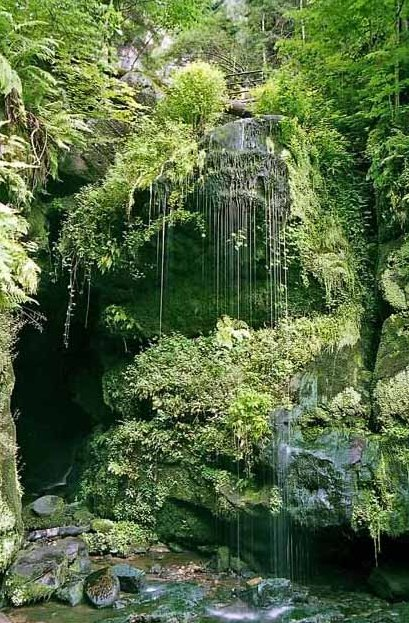
Vodopád Amselfall s jeskyní

Amselfall je vodopád v národním parku Saské Švýcarsko. Nachází se asi 1 km severně od skalní vyhlídkové terasy Bastei v údolí Amselgrund nad turistickou chatou Amselfallbaude. Dosahuje výšky přibližně 10 m.